# John Ferguson Ryland
John Ferguson Ryland est un juge et homme politique américain, né le 2 novembre 1797 et mort le 10 septembre 1873.

## Biographie
Né dans le comté de King and Queen, en Virginie, en 1811, son père déménagea dans le comté de Jessamine, dans le Kentucky, où il meurt l'année suivante, laissant une veuve et huit enfants.Ryland, l'aîné de ces enfants, passe une grande partie de son enfance dans le Kentucky, où il « a reçu une éducation classique à la Forest Hill Academy ». En 1820, il s'installe dans le Missouri, où il entre dans la pratique du droit.
En 1830, la législature du Missouri créé un nouveau circuit judiciaire, le sixième circuit, composé de toute la partie ouest de l'État et s'étendant de l'Iowa à l'Arkansas. Ryland est nommé juge le 18 janvier 1831. À ce titre, il préside les poursuites pénales découlant des événements connus sous le nom de guerre des mormons. Il occupe ce poste jusqu'en 1849, date à laquelle il est nommé à la Cour suprême du Missouri. Il est réélu à la Cour suprême en 1851, siégeant jusqu'à la fin de son mandat en 1857. Alors qu'il était sur le banc de la Cour suprême, il écrit un certain nombre d'opinions importantes, en particulier dans les affaires pénales. Il fait partie du tribunal qui a entendu l'affaire Emerson contre Scott en 1852, un prédécesseur de la décision Dred Scott de la Cour suprême des États-Unis. Ryland rejoint l'opinion majoritaire, qui soutient que Dred Scott est légalement un esclave.
Après son service judiciaire, Ryland reprend l'exercice de sa profession. Pendant la Guerre de Sécession, Ryland "est resté un homme inébranlable de l'Union". À la fin de la guerre, il est un ardent défenseur du rétablissement de la paix. En 1866, il est élu à l'Assemblée générale du Missouri, où il siège pendant une session, puis retourne à la pratique privée du droit.
Il épouse en premières noces Martha Barrett (1797-1833) puis en secondes Elizabeth Garbrille Buford (1815-1878). Il a 10 enfants.